# Pawtucket Rangers
I Pawtucket Rangers erano una società calcistica statunitense con sede a Pawtucket.
Per cinque volte arrivò alle semifinali della National Challenge Cup (US Open Cup) vincendola nel 1941.

## Storia

### J. & P. Coats (1900-1928)
La squadra fu fondata con la denominazione J. & P. Coats, prendendo il nome della società finanziatrice la J. & P. Coats Company con sede a Pawtucket, Rhode Island.
La squadra a livello dilettantistico gareggiò nella Rhode Island League fino al 1914, anno in cui vinse il campionato di lega, quando si trasferì nella Southern New England Soccer League dal 1914-15 al 1920-21 vincendo il campionato del 1917-18.
Nel 1921 aderì al campionato inaugurale della American Soccer League vincendolo nel 1923.

### Pawtucket Rangers (1928-1935)
Dopo la prima metà della stagione 1928-29 la squadra incontrò difficoltà finanziarie e fu acquistata da una nuova gestione. I nuovi proprietari ribattezzato la squadra Pawtucket Rangers.
Il club lasciò la ASL qualche tempo dopo la stagione autunnale del 1934 e si trasferì nella New England Division della nuova ASL.

### Pawtucket FC (1936-1942)
Dopo la stagione cancellata della New England Division del 1936 la formazione torna a denominarsi come Pawtucket FC per la restante permanenza fino al fallimento della lega nel 1941 ed alla finale persa con i Gallatin Sport Club nella National Challenge Cup (US Open Cup).

## Giocatori
- Billy Adam (1922-1931)
- Jock Allan (1923-1928)
- Walter Aspden (1929)
- Andy Auld (1931-1933)
- Bobby Blair (1929)
- Percy Barlow (1927-1930)
- Jerry Best (1930)
- Gordon Burness (1930)
- Willie Crilley (1927)
- Tucker Croft (1926-1927)
- Bobby Curtis (1926-1927)
- Ed Czerkiewicz (1933-35)
- Walter Dick (1937-??)
- Denis Doyle (1929-1931)
- Bobby Drummond (1923-1927, 1927-1928)
- Jock Ferguson (1922-1923)
- Pete Fitzpatrick (1929-1930)
- Tommy Fleming (1922-1924)
- Tom Florie (1932-1934)
- Jimmy Gallagher (1921-1923)
- Malcolm Goldie (1930)
- Johnny Harvey (1923-1927, 1931)
- John Hemingsley (1924)
- Billy Hibbert (1923–1926)
- Nib Hogg (1924-1927, 1931)
- Sam Kennedy (1927-1928, 1929-1931)
- Jack Kershaw (1921-1922)
- Findlay Kerr (1927-1930)
- Alec Lorimer (1928-1929)
- Hugh Lorimer
- Joe Martinelli (1934-1935)
- Jimmy McAuley (1928-1930)
- Jimmy McConnell (1927-1928)
- Tommy McFarlane (1925-1927)
- Frank McKenna (1928-1929)
- Bob McIntyre (1930-1931)
- Mike McLeavy (1923-1925)
- Bill McPherson (1934-19??)
- Bob Millar (1920, 1921-1922)
- Albert Mitchell (1921-1922)
- Frank Moniz (19??-1941)
- Fred Morley (1922-1923, 1928-1929)
- John Nelson (1928-1929)
- Arnie Oliver (1927-1929, 1931)
- Bert Patenaude (1928)
- Bob Perry (1927-1930)
- Johnny Reid (1927)
- Ned Tate (1926-1927, 1928, 1930-1931)
- Bobby Walker (1927-1929)
- Peter Wilson

## Palmarès

### Competizioni nazionali
- U.S. Open Cup: 1

1940-1941

### Altri piazzamenti
- U.S. Open Cup:

Finalista: 1934, 1935, 1942
Semifinalista: 1914-1915, 1922-1923